# Johan Adam von Gerdten
Johan Adam von Gertten, (Gerdten), född 28 april 1767 i Uleåborg, död 26 december 1835 på Stensborg vid Eskilstuna, var en svensk militär och målare.

## Biografi
Han var son till kaptenen Adam von Gerdten och Eva Christina Hollender. von Gerdten var verksam som officer och var ståthållare på Strömsholms slott 1817-1832. Han fick sin konstnärliga utbildning av Elias Martin efter att han 1793 lämnat den aktiva militärtjänsten som överste.
Han blev med tiden en god landskapsmålare i romantikens anda och ritade av många motiv under sina resor i landet som han senare målade i olja eller akvarell. Några av hans målningar återgavs i bokverket Voyage pittoresque de la Suède av Louis Belanger och Cordier de Bonneville 1802. För Karl XIV Johan utförde han 11 bilder över Strömsholm som han senare skänkte till sin svägerska, drottningen av Spanien. von Gerdten var intresserad av trädgårdskonst med förkärlek för monument och minnesstoder och ritade ett monument över grevinnan Aurore Brahe som placerades vid Rydboholms slott samt över Carl von Linné och Carl Lagerbring som placerades på hans gård Stora Ekeby vid Strömsholm. Han fungerade även som mecenat för unga svenska konstnärer, bland annat köpte han och beredde tillträde till privata konstsamlingar för Alexander Lauréus. Hans konstintresse medförde att han samlade på sig en stor tavelsamling och ett konsthistoriskt bibliotek. Böckerna såldes på en auktion i Västerås 1836 och 128 tavlor såldes redan 1829 till hovmarskalken Ulrik Croneborg på Österås i Värmland för 25 000 riksdaler banko, samlingen såldes senare på auktion i Stockholm 1875. von Gerdten är representerad vid Nationalmuseum, Uppsala universitetsbibliotek, Kungliga biblioteket, Jernkontoret och Skarhults slott i Skåne.

## Utmärkelser
- Riddare av Svärdsorden - 1 november 1797